# 窪田聡
窪田 聡（くぼた さとし、1935年 - ）は日本の作詞家。東京市向島区生まれ。本名は久保田俊夫。

## 人物
小学生時代、太平洋戦争の戦時中に1年間ほど長野県上水内郡津和村（現長野市）へ疎開した。
雑誌『高校文学』主催の全国小説コンクールで最終選考まで残る。1954年、開成高校卒業後、早稲田大学第二文学部に合格するものの家出。製油会社に就職するとともに、中央合唱団の研究生になる。日本共産党に入党するが7年後に除名される。この時期、1年間ほど住み込みの新聞配達員、事務員など職を転々とする。
その後中央合唱団専従、うたごえグループ・トロイカ主宰、日本音楽協議会事務局次長。
この間、一貫して”はたらくものの音楽”のジャンルで創作･演奏活動を展開。
『かあさんの歌』はうたごえ運動に触れた初期の1956年の作品。
1988年、岡山県邑久郡牛窓町（現瀬戸内市）に移住。
東京時代から”相棒”の篠田澄江とふたりで＜鈍工房＞を運営。
鈍工房は音楽に関する企画･出版の工房名。
2002年鈍工房に隣接して竣工した小ホール＜自由空間DON＞で音楽集会「窪田聡･歌のある風景」を年数回開催している。